# 4294967295
4 294 967 295 è un numero intero dispari esprimibile come {\displaystyle 2^{32}-1} o anche {\displaystyle 2^{(2^{5})}-1}. Essendo un numero perfetto totiente, esso è uguale alla somma dei suoi totienti iterati, ed i suoi fattori primi sono i numeri 3, 5, 17, 257 e 65 537, ossia i cinque numeri primi di Fermat a noi noti: {\displaystyle 4294967295=(2^{1}+1)(2^{2}+1)(2^{4}+1)(2^{8}+1)(2^{16}+1)}.
4 294 967 295 riveste un ruolo particolare in informatica, essendo esso il più alto valore che una variabile di tipo intero senza segno, ossia non negativo, a 32 bit, possa assumere.

## In geometria
Poiché, come detto, i fattori primi di {\displaystyle 2^{32}-1} sono esattamente i cinque numeri primi di Fermat conosciuti, esso corrisponde al maggior numero dispari di lati che un poligono regolare costruibile utilizzando riga e compasso possa avere. Allo stesso modo, esso è il più grande numero dispari noto, n, per il quale l'angolo {\displaystyle 2\pi /n} può essere costruito o per il quale {\displaystyle \cos(2\pi /n)} possa essere espresso in termini di radici quadrate.
Inoltre, non soltanto 4 294 967 295 è il più grande numero dispari noto di lati che un poligono costruibile possa avere ma, ammesso che non esistano altri numeri primi di Fermat oltre ai cinque oggi noti, poiché la costruibilità è correlata alla fattorizzazione, la lista dei numeri dispari di lati che un poligono deve avere per essere costruibile equivale proprio all'elenco dei divisori di 4 294 967 295. Ciò vale a dire che, sempre supponendo che 65 537 sia il più grande numero primo di Fermat, un poligono con lati dispari è costruibile se e solo se ha 3, 5, 15, 17, 51, 85, 255, 257, 771, 1 285, 3 855, 4 369, 13 107, 21 845, 65 535, 65 537, 196 611, 327 685, 983 055, 1 114 129, 3 342 387, 5 570 645, 16 711 935, 16 843 009, 50 529 027, 84 215 045, 252 645 135, 286 331 153, 858 993 459, 1 431 655 765 o 4 294 967 295 lati.

## In informatica
In informatica, il numero 4 294 967 295, equivalente al valore esadecimale FFFFFFFF, è il più grande valore che una variabile di tipo intero senza segno a 32 bit possa assumere. Qualora, nel corso di esecuzione di un programma in un sistema a 32 bit, si tenti di assegnare a una variabile, precedentemente dichiarata di tipo intero senza segno, un valore superiore a 4 294 967 295, si verifica una condizione di overflow.
Il valore di 4 294 967 295 equivale anche al più grande indirizzo di memoria per le CPU che utilizzano un bus di indirizzi a 32 bit e può anche essere utilizzato come magic number per inizializzare la memoria appena allocata per scopi di debugging.
Nel 2004, 800 aerei presenti nei cieli di Los Angeles furono messi in pericolo quando il Los Angeles Air Route Traffic Control Center, ossia il centro di controllo d'area locale, perse il contatto radio con tutti i voli per circa tre ore, ritardando 400 voli e cancellandone 600, a causa di un software progettato per tenere il tempo partendo da 4 294 967,295 secondi (ovvero 49 giorni, 17 ore, 2 minuti e 47,295 secondi) e contando alla rovescia fino a zero. Benché alcune persone fossero consapevoli che il sistema dovesse essere riavviato almeno ogni 30 giorni, il problema di fondo fu l'originaria scelta di un numero di secondi così basso.
Il 4 maggio 2021, il Nasdaq sospese temporaneamente la contrattazione delle azioni Berkshire Hathaway Class A (BRK.A) quando queste raggiunsero il valore di 421 000 dollari statunitensi. Ciò fu dovuto al fatto che i sistemi informatici del Nasdaq memorizzavano i prezzi delle azioni come interi senza segno a 32 bit con incrementi di decimillesimi di dollaro, quindi il prezzo massimo che poteva essere rappresentato era di 429 496,7295 dollari.